# Paul Rosenberg (galeriste)
Pour les articles homonymes, voir Paul Rosenberg et Rosenberg.
Paul Rosenberg (29 décembre 1881 à Paris - 29 juin 1959 à Neuilly-sur-Seine) est un marchand d'art et un galeriste, célèbre pour avoir représenté Braque, Picasso et Matisse, en parallèle et parfois en concurrence avec le grand découvreur Daniel-Henry Kahnweiler. Il est le grand-père maternel de la journaliste Anne Sinclair.

## Biographie

### Les années parisiennes
Paul Rosenberg est né le 29 décembre 1881 rue de Châteaudun, dans le 9e arrondissement de Paris. Il est le fils d'Alexandre Rosenberg et de Mathilde Jellinek. Son père, Alexandre Rosenberg est un marchand d'antiquités juif originaire de la partie slovaque de l'empire d'Autriche-Hongrie, établi en 1878 à Paris, s'intéressant particulièrement à la peinture impressionniste et post-impressionniste. Il transmet à ses fils cette passion et leur permet d'effectuer un périple, en passant par Londres, Berlin, Vienne et New York, pour acquérir une expérience et des contacts.
Durant cette tournée, Paul Rosenberg achète deux dessins de van Gogh et un portrait de Manet. À partir de 1906, les deux fils d'Alexandre Rosenberg commencent à travailler au sein de l'entreprise de leur père, puis en reprennent la gestion. Après avoir établi leurs propres réseaux, ils ouvrent leurs galeries, distinctes, dans le 8e arrondissement de Paris, Paul au N°21 rue La Boétie (ouvert en 1911), et Léonce dans la rue de la Baume.
Léonce s'intéresse au cubisme et son frère Paul le suit. Il entre en relation avec Picasso dès 1918, Braque en 1922, Marie Laurencin et Fernand Léger en 1927, puis Henri Matisse en 1936. Dès 1920, la galerie de Paul Rosenberg est reconnue pour son activité et son influence. Il s'intéresse à de nombreux artistes contemporains, français, européens ou américains, dont: Marsden Hartley, Max Weber, Abraham Rattner, Harvey Weiss, Oronzio Maldarelli, Nicolas de Staël, Graham Sutherland, Kenneth Armitage et Giacomo Manzù,. Paul Rosenberg ouvre une autre galerie à Londres, en Grande-Bretagne, en 1935.
Il construit des relations avec les artistes, leur assurant une certaine sécurité sur leurs revenus en acceptant d'acheter leurs œuvres sur une base contractuelle assortie d'une exclusivité. Ainsi les relations entre Paul Rosenberg et Picasso étaient à la fois contractuelles et très personnelles, Picasso étant le témoin de la naissance du fils de Paul Rosenberg, et étant le voisin de la famille Rosenberg pendant plusieurs années. 
À la fin des années 1930, Paul Rosenberg, conscient des tensions internationales et des risques de conflit en Europe, commence à répartir sa collection en dehors de l'Europe continentale, à la fois dans la succursale londonienne, aux États-Unis (via l'Exposition universelle de New York en 1939), en Australie et en Amérique du Sud. Il conseille à ses artistes de prendre des dispositions similaires. Pour autant, au moment de l'occupation de la France par l'Allemagne, il reste encore plus de 2 000 pièces dans sa galerie et en France, victimes de la spoliation nazie. La Femme assise dans un fauteuil de Matisse, laissée dans un coffre à Libourne, ne sera retrouvée qu'en 2012 dans le trésor artistique de Munich.

### Les années new-yorkaises
Il part avec sa famille pour les États-Unis en 1940 afin d'échapper au nazisme, grâce à des visas émis par le consul général du Portugal à Bordeaux, Aristides de Sousa Mendes. Il ouvre une galerie à New York sur la 79e rue.
Il est rejoint par son fils Alexandre à New York en 1946. Alexandre devient son associé en 1952. La mort de Paul Rosenberg en 1959 à Neuilly-sur-Seine laisse deux héritiers, son fils Alexandre Rosenberg et sa fille Micheline Rosenberg. Alexandre Rosenberg devient le directeur de la galerie et de l'entreprise créée par son père. Il sert également en tant que conseiller du gouvernement américain sur les questions relatives aux œuvres d'art. Après la mort prématurée d'Alexandre Rosenberg en 1987 à Londres, d'un anévrisme, alors qu'il assiste à la réunion de la Deuxième Division Blindée de l'armée américaine, sa femme Elaine reprend l'entreprise. Après la mort de Micheline Rosenberg en 1997, les petits-enfants de Paul Rosenberg décident de faire don des archives de leur grand-père au MoMA, qui organise une exposition à la suite de cette donation en 2010.

### Spoliations nazies

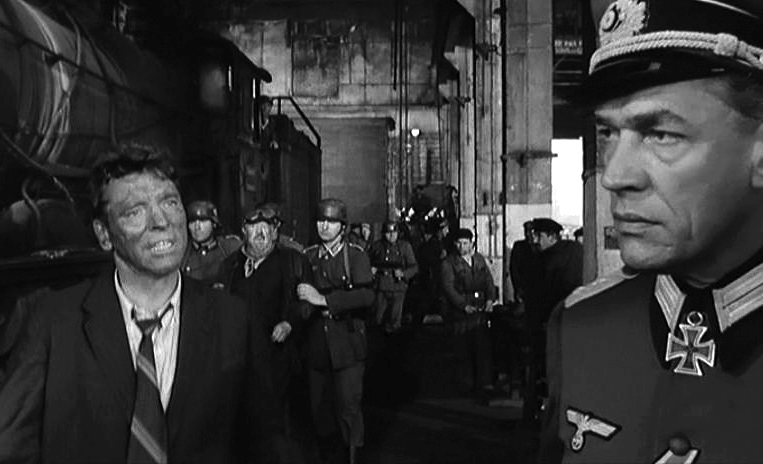
Image extraite du film Le Train.

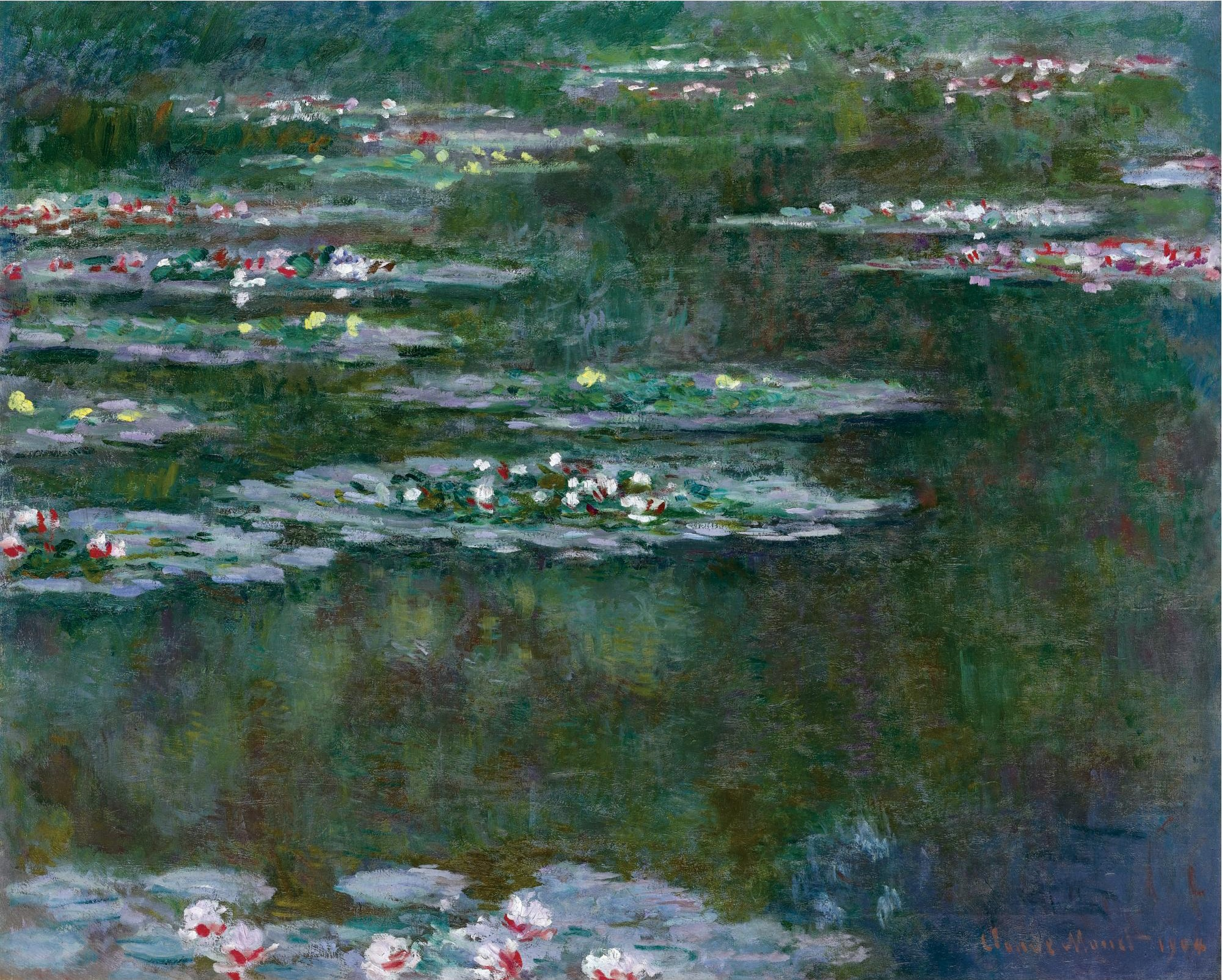
Claude Monet : tableau de la série des Nymphéas.

Pendant l'Occupation, il est spolié par les nazis (Einsatzstab Reichsleiter Rosenberg) de ce qui reste à Paris de sa collection de peintures. Il avait également stocké, au moment de l'invasion de la France en 1940, 17 tableaux dans un coffre de banque à Libourne, et une autre partie de sa collection dans une résidence bordelaise. Sa galerie située 21 rue La Boétie est occupée et devient l'Institut d'étude des questions juives. Il s'est réfugié, lui et sa famille, à New York. Son immeuble parisien est réquisitionné par l'occupant dès le 4 juillet 1940. Le 15 septembre 1940, c'est au tour de la résidence du marchand près de Bordeaux. Et le contenu du coffre de Libourne n'échappa pas non plus aux nazis. À la suite d'une dénonciation, ce coffre est forcé le 28 avril 1941. À Paris, dans les salles du Jeu de paume, l'organisme nazi Einsatzstab Reichsleiter Rosenberg, dirigé par un homonyme, Alfred Rosenberg, rassemble à partir du 1er novembre 1940 le résultat de ses confiscations. Elles sont archivées et photographiées. Puis un trafic est organisé, troquant ces tableaux volés contre des œuvres légalement détenues. Ces opérations animent le marché de l'art parisien particulièrement actif dans ces années de l'Occupation,.
Une partie des œuvres volées a pu être restituée aux héritiers.
Le fils de Paul Rosenberg, Alexandre Rosenberg, réfugié pendant la guerre en Angleterre et devenu lieutenant dans les Forces françaises libres est ainsi à l'origine d'une de ces restitutions, lorsqu'il commandait, en août 1944 une troupe qui a arrêté, au nord de Paris, un train nazi. Lors de l'ouverture des portes du train, Alexandre Rosenberg a retrouvé de nombreuses pièces d'art pillées, affichées jadis dans la maison de son père. La saisie a sauvé environ 400 œuvres. Alexandre a été démobilisé en 1946. Ce fait divers à peine croyable a inspiré un film tourné en 1964, Le Train, avec Burt Lancaster, Paul Scofield, Jeanne Moreau et Michel Simon.
Au milieu des années 1950, Paul Rosenberg perd un procès en France en tentant de récupérer un Matisse. Après la mort de Paul Rosenberg, sa famille s'efforce de continuer à récupérer des œuvres d'art confisquées. En 1971, elle rachète ainsi le tableau Deux Danseuses d'Edgar Degas bien en dessous de sa valeur. En décembre 1987, Elaine Rosenberg trouve une peinture d'Edgar Degas, à nouveau, Portrait de Gabrielle Diot, mise en vente dans une revue d'art à la Galerie Mathias F. Hans à Hambourg. Après avoir appelé la galerie et expliqué sa démarche, le vendeur a répondu qu'en vertu de ses obligations de confidentialité, il ne pouvait pas révéler le nom du propriétaire, mais a promis de lui faire connaître cette requête. Quelques jours plus tard, Elaine Rosenberg a appris par le vendeur que le « propriétaire » avait pris le tableau et avait disparu.
En octobre 1997, les héritiers de Rosenberg intentent un procès aux États-Unis pour récupérer la peinture L'Odalisque (d'Henri Matisse) au Seattle Art Museum. C'est le premier procès contre un musée américain sur une spoliation nazie. La peinture est finalement restituée. En 1999, un tableau de Claude Monet, de la série des Nymphéas, inventorié comme volé et repéré dans un musée, à Caen, est restitué par l’État français. D'autres toiles réapparaissent, en particulier lors de ventes aux enchères publiques, telle Femme en rouge et vert de Fernand Léger vendue le 4 novembre 2003 pour 16 millions d'euros, L'Odalisque, harmonie bleue de Matisse, le 6 novembre 2007, vendue pour plus de 33 millions de dollars et, le 3 décembre 2007, plusieurs autres œuvres sont vendues par Christie's Paris, pour la somme totale de 14 millions d'euros.
En 2011, les autorités fiscales allemandes retrouvent des pièces de la collection Rosenberg, et d'autres spoliations, dans un appartement occupé par Cornelius Gurlitt, fils d'un marchand d'art allemand des années 1930, Hildebrand Gurlitt. Les autorités dressent actuellement le catalogue de ces œuvres, et effectuent des recherches sur leurs propriétaires avant confiscation, et sur les parents survivants,.
En 2012, parmi la soixantaine d’œuvres figurant dans une exposition du Centre Pompidou, un tableau d'Henri Matisse, Robe bleue dans un fauteuil ocre, prêté par le centre d'art norvégien Henie-Onstad, attire l'attention d'un organisme américain, le Art Loss Register (ALR), qui s'est donné pour mission de repérer les œuvres volées. Informée par cet organisme, la famille de Paul Rosenberg demande au centre d'art norvégien de leur retourner cette peinture confisquée par les nazis (elle faisait partie des tableaux volés dans le coffre de Libourne). Les négociations, aboutissent finalement à la restitution de l’œuvre le 21 mars 2014.

### Famille
Paul Rosenberg est le frère de Léonce Rosenberg, marchand d'art lui aussi. Parmi ses descendants, et détentrice d'une partie de sa collection, figure sa petite-fille, Anne Sinclair, franco-américaine, fille de Micheline Rosenberg, journaliste et épouse, successivement, d'Ivan Levaï et de Dominique Strauss-Kahn. Membre, depuis 2010, du conseil d'administration du musée Picasso à Paris, elle a cédé à l’État français, en 2008, le tableau intitulé Portrait de Madame Rosenberg et de sa fille, qui représente sa grand-mère et sa mère, sous forme de dation en paiement de la succession de sa mère.
Alex Dantchev rappelle que les frères Rosenberg avaient eux-mêmes dépouillé un autre marchand juif, Daniel-Henry Kahnweiler, lors de la liquidation de ses biens à l'hôtel Drouot en 1921. L'expert était précisément Léonce Rosenberg qui avait réussi à se faire nommer là, et qui profitait de sa position dominante pour sous-évaluer des œuvres qu'il a rachetées ensuite à bas prix. Léonce Rosenberg a revendu les tableaux sous-évalués avec un énorme bénéfice. Son frère Paul en a fait autant. Un des grands perdants dans tout cela est l'État français qui a laissé filer des œuvres comme L'Homme à la guitare (1913-1914) en 1921 pour 2 820 francs, tableau qu'il rachètera pour le musée national d'art moderne soixante ans plus tard 9 000 000 de francs.

### Archives
Fonds : Paul Rosenberg (1910-1940) [archives photographiques ; 1161 plaques de verre].  Cote : PROS. Paris : Bibliothèque Kandinsky, Centre Pompidou (présentation en ligne).